# Maki Gotō
Maki Gotō (後藤真希?, Gotō Maki; Edogawaku, Tokyo, 23 settembre 1985) è una cantante, attrice e modella giapponese, facente parte dell'Hello! Project.
Ha cantato in molti sottogruppi Hello! Project come Pucchi Moni, Akagumi 4, 7nin Matsuri, Sexy 8, Gomattou e Nochiura Natsumi. Gotō ha molti soprannomi tra cui ricordiamo Gottchan, Gotsuan, Gocchin e Gomaki.

## Informazioni
Nel 1999 Maki Gotō entrò a far parte delle Morning Musume. Durante il suo periodo nelle Morning Musume fu una dei membri fondatori del Pucchi Moni e iniziò la sua carriera da solista nel 2001 con il singolo Ai no Bakayarō (愛のバカやろう?)

## Filmografia

### Film
- [2000] Pinchrunner
- [2002] Nama Tamago
- [2003] Seishun Bakachin Ryorijuku
- [2003] Koinu Dan no Monogatari

### Serie TV
- [2001] Mariya
- [2002] Yan Papa
- [2003] R.P.G.
- [2005] Yoshitsune

## Discografia

### Singoli
- 2001-03-28 "Ai no Bakayarō" (愛のバカやろう, love fool?) #1+
- 2001-09-19 "Afurechau...BE IN LOVE" (溢れちゃう．．．BE IN LOVE, gonna overflow...be in love?) #2
- 2002-05-09 "Te wo Nigitte Arukitai" (手を握って歩きたい, I want to hold hands and walk?) #3
- 2002-08-21 "Yaruki! IT'S EASY" (やる気! IT'S EASY, motivation! it's easy?) #2
- 2002-12-18 "Sans Toi Ma Mie/Kimi to Itsumademo" (サントワマミー/君といつまでも, without you my crumb/always with you?) #6
- 2003-03-19 "Uwasa no SEXY GUY" (うわさのSEXY GUY, rumoured sexy guy?) #6
- 2003-06-18 "Scramble" (スクランベル, sukuranberu?) #5
- 2003-08-27 "Daite yo! PLEASE GO ON" (抱いてよ! PLEASE GO ON, hold me! please go on?) - #4
- 2003-11-27 "Genshoku GAL Hade ni Yukube!" (原色GAL派手に行くべ!, primary colour girl goes all out!?) #3
- 2004-03-17 "Sayonara no LOVE SONG" (サヨナラのLOVE SONG, love song of good-bye?) #5
- 2004-07-07 "Yokohama Shinkirō" (横浜蜃気楼, Yokohama mirage?) #8
- 2004-11-17 "Sayonara 'Tomodachi ni wa Naritakunai no'" (さよなら「友達にはなりたくないの」, good-bye 'I don't want to be friends'?) #9
- 2005-07-06 "Suppin to Namida." (スッピンと涙, tears and a face with no make-up?) #9
- 2006-01-25 "Ima ni Kitto...In My LIFE" (今にきっと…in my LIFE, surely soon...in my life?) #12
- 2006-10-11 "SOME BOYS! TOUCH" #5

### Album
- 2003-02-05 マッキングGOLD① (Makking Gold 1) - #4
- 2004-01-28 ②ペイント イット ゴールド (2 Paint It Gold) - #4
- 2005-02-23 3rd ステーション (3rd Station) - #11
- 2005-12-14 後藤真希 プレミアムベスト① (Goto Maki Premium Best 1) - #9

## Altro
- 2003-03-05 Ken & Mary no Merikenko On Stage! Original Cast Ban